# Diadegma parvum
Diadegma parvum är en stekelart som först beskrevs av Léon Abel Provancher 1874.  Diadegma parvum ingår i släktet Diadegma och familjen brokparasitsteklar. Inga underarter finns listade i Catalogue of Life.